# André Valente da Silva
För andra betydelser, se André da Silva.
André Miguel Valente da Silva, född 6 november 1995, är en portugisisk fotbollsspelare som spelar för RB Leipzig.

## Karriär
Den 12 juni 2017 värvades Silva av AC Milan, där han skrev på ett femårskontrakt. Silva debuterade i Serie A den 20 augusti 2017 i en 3–0-vinst över Crotone, där han byttes in i den 62:a minuten mot Patrick Cutrone.
Den 11 augusti 2018 lånades Silva ut till Sevilla på ett låneavtal över säsongen 2018/2019. Dagen efter debuterade Silva i en 2–1-förlust mot Barcelona i Supercopa de España, där han blev inbytt i den 60:e minuten mot Luis Muriel. Den 19 augusti 2018 gjorde Silva ett hattrick i sin La Liga-debut mot Rayo Vallecano (4–1-vinst).
Den 2 juli 2021 värvades Silva av RB Leipzig, där han skrev på ett femårskontrakt.